# Берлинска криза
Берлинската криза, известна и като Втората берлинска криза започва на 27 ноември 1958 г. когато Съветският съюз, под ръководството на Никита Хрушчов, изпраща дипломатическа нота на трите западни страни – окупатори на Берлин: САЩ, Великобритания и Франция. В нотата бива оповестено, че Съветският съюз ще предаде контрола над пътищата, свързващи Западна Германия (ФРГ) със Западен Берлин на Германската демократична република (ГДР), ако в рамките на половин година не бъде постигнато споразумение сред Съюзниците за превръщане на Берлин в свободен град. Тази нота, която свързва темите за Берлин, Германия и разоръжаването, бива наричана „Ултиматум на Хрушчов“ или „Берлински ултиматум“.

## Предистория
Основа за нотата е прекратяването на четиристранния статут за Берлин и цяла Германия от страна на Съветския съюз. Две седмици по-рано, на 10 ноември 1958 г., Хрушчов държи реч в Московския дворец на спорта „Лужники“, в която се казва:
| „                                                                              | Империалистите направиха немския въпрос извор на постоянно международно напрежение […]. Трябва да се каже открито, че милитаризмът в Западна Германия, не само не е отстранен, а напротив, вдига глава все по-високо. […] Речи на бундесканцлера Конрад Аденауер и министъра на отбраната Франц Йозеф Щраус, ядреното въоръжение на бундесвера и различни маневри сочат ясна политическа тенденция на управляващите кръгове на Западна Германия. […] Очевидно е дошло времето, силите, които подписаха Потсдамската декларация, да се откажат от окупационния режим на Берлин и по този начин да дадат възможността за създаване на нормална обстановка в столицата на Германската демократична република. Съветският съюз от своя страна ще предаде на суверенната Германска демократична република всички функции, които все още са задължения на съветски държавни органи | “ |
| Никита Хрушчов: реч на 10 ноември 1958 в Московския дворец на спорта „Лужники“ | |   |

## Нота и реакция на западните сили
В нотата съветското управление изисква превръщането на Западен Берлин в „самостоятелна политическа единица“, т.нар. „свободен град“, който трябва да бъде демилитаризиран. То настоява за изтегляне на войските на западните съюзници от Западен Берлин и по този начин формулира теорията за трите държави.
На 14 декември 1958 г. външните министри на трите западни сили (Франция, Великобритания и САЩ) и Федерална република Германия потвърждават на конференция в Париж решителността си да пазят правата си в Берлин. На 16 декември 1958 г. външните министри на страните от НАТО още веднъж обявяват принадлежността на Западен Берлин към зоната на защита на НАТО. Два дни по-късно и събранието на Западноевропейския съюз в Париж протестира срещу ултимативната заплаха на Съветския съюз относно Берлинския въпрос.
Управлението на ФРГ отхвърля в нота към Съветския съюз, издадена на 5 януари 1959 г., изграждането на „Свободен град Западен Берлин“ и признаването на ГДР, както и конфедерация от двете германски държави. Вследствие на това Съветският съюз предлага на 10 януари предложение за мирен договор с Германия. Външният министър на ФРГ Хайнрих фон Брентано отхвърля веднага това предложение, в което 29-те страни-участнички във войната срещу Германия, ФРГ и ГДР биват призовани да свикат мирна конференция с немско участие.
От май до август 1959 г. външните министри на четирите сили се събират за „Конференция за Германия“ в Женева. Делегации на Федерална република Германия и Германската демократична република вземат участие като наблюдатели. Американският президент Дуайт Айзенхауер назовава уважението на правата и задълженията на западните сили в Берлин като минимално условие за участието му в конференция на върха със Съветския съюз.
На 8 септември 1959 г. управляващият кмет на Берлин, Вили Бранд (СДП) назовава четири основни принципа на германската политика относно Берлин:
- Западен Берлин принадлежи към свободната част на Германия;
- Правото на самоопределение на берлинчани не бива да бъде ограничавано;
- Отговорност в и за Берлин на четирите сили; и
- Право на свободен достъп до Берлин.

Като военна реакция западните съюзници организират тайната организация Live Oak („Жив дъб“), чиято задача е плануването на реакция в случай на препречване на транзитните пътища от съветска страна. Организацията съществува до 2 октомври 1990 г.

## Нови искания
Съветският съюз прекратява изискванията си, тъй като истинската му цел – обединението на Берлин и последващото му присъединяване към ФРГ, бива разглеждано като неосъществимо. Тогава СССР заплашва да подпише с ГДР отделен мирен договор и да ѝ предаде държавния суверенитет, ако изискванията му не бъдат изпълнени в рамките на шест месеца, така че ГДР да получи контрола над всички пътища към Западен Берлин. Така се цели да се прекрати притокът на бежанци от Източна към Западна Германия през Западен Берлин. Освен това Съветският съюз заплашва с война, в която биха участвали всички държави от Варшавския пакт. Реакцията на трите западни сили и управляващия кмет Бранд е решителен отказ, така че ултиматумът изтича след половин година безуспешно.
При първата му среща с новия президент на САЩ Джон Кенеди на 3 и 4 юни 1961 г. във Виена, Хрушчов подновява Берлинския ултиматум. Кенеди контрира в реч, излъчена по радиото и телевизията на 25 юли 1961 г., с трите основни принципа (Three Essentials):
1. Недосегаемото право на западните сили на присъствие в техните сектори от Западен Берлин;
2. Правото на достъп на западните сили до някогашната имперска столица Берлин;
3. Запазването на сигурността и правата на гражданите на Западен Берлин от западните окупаторски сили.

Трите основни принципа биват осигурени през юни 1972 г. с влизането в сила на Четиристранното споразумение за Берлин.

## Следствия
Като следствие от опита на Германската единна социалистическа партия да ограничи правата на западните сили в Берлин, на 27 октомври 1961 г. съветски и американски танкове застават в бойна готовност едни срещу други на Чекпойнт Чарли. Днес се знае, че командирите на двете страни са имали заповедта да вкарат танковете си в употреба при необходимост. През ноември 1961 г. САЩ реагира на новата Берлинска криза с операция Stair Step („Стъпка по стълби“). Двеста бойни самолета биват прехвърлени от Съединените щати през Канада и Азорските острови към Франция и се връщат обратно в САЩ едва през август 1962 г. Следва Кубинската криза и в Берлинската криза няма напредък относно решаването на противоположните позиции. До началото на септември 1963 г. има сериозни пречки за достъпа на западните съюзници до Берлин, но днес като край на Берлинската криза се посочва 1962 година.